# Guillermo Varela
Guillermo Varela Olivera (født 24. marts 1993 i Montevideo, Uruguay) er en uruguayansk professionel fodboldspiller, som spiller for Campeonato Brasileiro Série A-klubben Flamengo og Uruguays landshold. 
Han har tidligere spillet for bl.a. F.C. København. Varela spiller højre back. 
Inden skiftet til F.C. København spillede han for Peñarol i Primera Division Uruguaya. Han har tidligere spillet for Manchester United, Real Madrid Castilla og Eintracht Frankfurt.
Varelas kontrakt med FCK løb til sommeren 2023. Han blev i oktober 2020 udlejet til Dynamo Moskva for 2020/21-sæsonen. Efter sæsonens blev han solgt til den russiske klub. 